# Suomen Cup 2015
La Suomen Cup 2015 è stata la 61ª edizione della coppa di Finlandia di calcio. La competizione è iniziata il 1º gennaio 2015 e si è conclusa il 26 settembre 2015. La squadra detentrice del trofeo era l'HJK, che ha vinto il torneo per la dodicesima volta nella sua storia nell'edizione precedente. Il torneo è stato vinto dall'IFK Mariehamn per la prima volta nella sua storia, sconfiggendo in finale l'Inter Turku.

## Formula del torneo
| Turno            | Numero di incontri | Squadre   | Entrano a questo turno                                                       |
| ---------------- | ------------------ | --------- | ---------------------------------------------------------------------------- |
| Primo turno      | 8                  | 132 → 124 | 16 squadre delle serie regionali                                             |
| Secondo turno    | 40                 | 124 → 84  | 72 squadre delle serie regionali                                             |
| Terzo turno      | 36                 | 84 → 48   | 10 squadre di Ykkönen 19 squadre di Kakkonen 3 squadre delle serie regionali |
| Quarto turno     | 20                 | 48 → 28   | 4 squadre di Veikkausliiga                                                   |
| Quinto turno     | 12                 | 28 → 16   | 4 squadre di Veikkausliiga                                                   |
| Sesto turno      | 8                  | 16 → 8    | 4 squadre di Veikkausliiga                                                   |
| Quarti di finale | 4                  | 8 → 4     | –                                                                            |
| Semifinali       | 2 + 2              | 4 → 2     | –                                                                            |
| Finale           | 1                  | 2 → 1     | –                                                                            |

## Squadre partecipanti[2]
| Veikkausliiga (12)                                                        | Ykkönen (10)                                                     | Kakkonen (19) |
| HJK HIFK Ilves Inter Turku Jaro KTP KuPS Lahti IFK Mariehamn RoPS SJK VPS | EIF Haka Jazz JJK MP AC Oulu PK-35 Vantaa PS Kemi Kings TPS VIFK | Atlantis BK-46 FCV Futura GBK Gnistan Honka JäPS JIPPO KäPa PKKU KPV Lahti Akatemia MuSa Myllypuro NJS Pallo-Iirot TPV ÅIFK |

| Kolmonen e Serie regionali (91) |
| AC Balls Allianssi Black Islanders Club Latino Español Edsevö BK EPS EsPa Espoo FC Hieho FC Korso/United FC Legirus FC Rauma FC Spede Gnistan 2 Gnistan/Ogeli HaPK Hercules HIFK 2 HIFK 3 HIFK 4 HJK/Kannelmäki HJK Laajasalo Honka 3 HPS HyPS Härmä I-HK Inter Turku 2 JanPa JBK JIlves Jokerit Jomala IK FC Jäppärä KajHa KelA KMPP Kokkola-62 Kontu KPV Akademia Kuopion Elo Laaksolahden Atleettiklubi LoPa LPS Magen Akatemia Mäntän Valo MPS/Atletico Akatemia MPS/Atletico Malmi MyPa Nekalan Pallo NuPS Orimattilan Pedot OTP Oulun Tarmo Pallo-Iirot 2 PaiHa ParVi PEF Peimari United Peltirumpu PEPO PK-09 Hyvinkää PK-35 2 PK-37 Ponnistus PP-70 PPJ Pallo-Pojat Juniorit Taalerit RiPS Ruisku SAPA SAPA 3 SC Wolves SexyPöxyt SibboV SiPS Sodankylän Pallo Spartak Kajaani SUMU/77 SUMU/sob TamU-K Tervarit TiPS Toivalan TuPS Töölön Taisto Union Plaani VaKP VG-62 Viikkarit Virky |

## Primo turno
Il sorteggio è stato effettuato il 22 dicembre 2014.

### Kori 1 (Helsinki)
| Squadra 1       | Risultato | Squadra 2     |
| --------------- | --------- | ------------- |
| 11 gennaio 2015 |           |               |
| HJK/Kannelmäki  | 1 – 4     | Gnistan/Ogeli |
| 25 gennaio 2015 |           |               |
| HIFK 4          | 0 – 3     | HIFK 3        |

### Kori 2 (Uusimaa)
| Squadra 1       | Risultato | Squadra 2 |
| --------------- | --------- | --------- |
| 16 gennaio 2015 |           |           |
| PK-09 Hyvinkää  | 1 – 7     | TuPS      |
| 24 gennaio 2015 |           |           |
| TiPS            | 0 – 3     | SibboV    |
| 25 gennaio 2015 |           |           |
| FC Legirus      | 1 – 0     | HyPS      |

### Kori 3 (Turku, Åland)
| Squadra 1        | Risultato       | Squadra 2     |
| ---------------- | --------------- | ------------- |
| 1º febbraio 2015 |                 |               |
| Peimari United   | 3 – 3 (4-1 dcr) | Inter Turku 2 |

### Kori 4 (Tampere, Satakunta, Keski-Pohjanmaa, Vaasa)
| Squadra 1       | Risultato | Squadra 2     |
| --------------- | --------- | ------------- |
| 23 gennaio 2015 |           |               |
| TamU-K          | 1 – 0     | Pallo-Iirot 2 |

### Kori 5 (Kaakko, Itä-Suomi, Keski-Suomi + Mäntsälän Urheilijat korista 2)
| Squadra 1       | Risultato | Squadra 2 |
| --------------- | --------- | --------- |
| 28 gennaio 2015 |           |           |
| Peltirumpu      | 1 – 2     | PEPO      |

### Kori 6 (Pohjoinen)
Non è prevista nessuna partita.

## Secondo turno
Il sorteggio è stato effettuato il 22 dicembre 2014.

### Kori 1 (Helsinki)
| Squadra 1                     | Risultato       | Squadra 2             |
| ----------------------------- | --------------- | --------------------- |
| 18 gennaio 2015               |                 |                       |
| SUMU/77                       | 2 – 0           | MPS/Atletico Akatemia |
| Pallo-Pojat Juniorit Taalerit | 0 – 11          | HIFK 2                |
| 1º febbraio 2015              |                 |                       |
| KMPP                          | 1 – 8           | Pallokerho-35         |
| 9 febbraio 2015               |                 |                       |
| PEF                           | 1 – 1 (7-6 dcr) | FC Spede              |
| 12 febbraio 2015              |                 |                       |
| Kontu                         | 0 – 0 (5-3 dcr) | LPS                   |
| 14 febbraio 2015              |                 |                       |
| Club Latino Espanol           | 0 – 0 (2-3 dcr) | Jokerit               |
| Gnistan/Ogeli                 | 4 - 1           | Ponnistus             |
| SAPA                          | 3 - 0           | AC Balls              |
| Gnistan 2                     | 0 - 5           | Viikkarit             |
| Ruisku                        | 0 - 3           | Töölön Taisto         |
| 15 febbraio 2015              |                 |                       |
| HIFK 3                        | 1 – 3           | MPS/Atletico Malmi    |
| HJK Laajasalo                 | 1 – 2           | HPS                   |
| 23 febbraio 2015              |                 |                       |
| SAPA 3                        | 0 – 2           | PPJ                   |
| 27 febbraio 2015              |                 |                       |
| SUMU/sob                      | 1 – 3           | FC Hieho              |

### Kori 2 (Uusimaa)
| Squadra 1                  | Risultato | Squadra 2  |
| -------------------------- | --------- | ---------- |
| 24 gennaio 2015            |           |            |
| KelA                       | 0 – 9     | Espoo      |
| 25 gennaio 2015            |           |            |
| FC Jäppärä                 | 0 – 7     | RiPS       |
| 30 gennaio 2015            |           |            |
| Orimattilan Pedot          | 2 – 0     | LoPa       |
| 31 gennaio 2015            |           |            |
| Laaksolahden Atleettiklubi | 0 – 2     | NuPS       |
| 1º febbraio 2015           |           |            |
| EPS                        | 0 - 4     | SexyPöxyt  |
| 10 febbraio 2015           |           |            |
| EsPa                       | 2 - 0     | SibboV     |
| 13 febbraio 2015           |           |            |
| FC Korso/United            | 1 - 3     | TuPS       |
| 14 febbraio 2015           |           |            |
| I-HK                       | 0 - 3     | FC Legirus |
| Honka 3                    | 0 - 2     | Allianssi  |

### Kori 3 (Turku, Åland)
| Squadra 1        | Risultato | Squadra 2      |
| ---------------- | --------- | -------------- |
| 7 febbraio 2015  |           |                |
| SC Wolves        | 1 – 4     | Peimari United |
| 14 febbraio 2015 |           |                |
| Magen Akatemia   | 1 – 4     | PaiHa          |
| Jomala IK        | 1 – 0     | VG-62          |

### Kori 4 (Tampere, Satakunta, Keski-Pohjanmaa, Vaasa)
| Squadra 1        | Risultato       | Squadra 2    |
| ---------------- | --------------- | ------------ |
| 18 gennaio 2015  |                 |              |
| Nekalan Pallo    | 1 – 1 (4-2 dcr) | FC Rauma     |
| 7 febbraio 2015  |                 |              |
| ParVi            | 0 – 2           | JanPa        |
| 9 febbraio 2015  |                 |              |
| VaKP             | 0 – 4           | Härmä        |
| 11 febbraio 2015 |                 |              |
| PP-70            | 1 – 4           | TamU-K       |
| Black Islanders  | 0 – 3           | KPV Akademia |
| febbraio 2015    |                 |              |
| Edsevö BK        | 0 – 2           | Kokkola-62   |

### Kori 5 (Kaakko, Itä-Suomi, Keski-Suomi + Mäntsälän Urheilijat korista 2)
| Squadra 1        | Risultato | Squadra 2   |
| ---------------- | --------- | ----------- |
| 23 gennaio 2015  |           |             |
| Union Plaani     | 1 – 6     | JIlves      |
| 25 gennaio 2015  |           |             |
| Kuopion Elo      | 2 – 4     | SiPS        |
| 7 febbraio 2015  |           |             |
| FC Virky         | 1 – 0     | Mäntän Valo |
| 8 febbraio 2015  |           |             |
| Toivalan         | 0 – 3     | PK-37       |
| 14 febbraio 2015 |           |             |
| PEPO             | 4 – 0     | HaPK        |

### Kori 6 (Pohjoinen)
| Squadra 1        | Risultato       | Squadra 2 |
| ---------------- | --------------- | --------- |
| 18 gennaio 2015  |                 |           |
| Spartak Kajaani  | 3 – 0           | Hercules  |
| 30 gennaio 2015  |                 |           |
| Oulun Tarmo      | 0 – 3           | Tervarit  |
| 31 gennaio 2015  |                 |           |
| Sodankylän Pallo | 0 – 0 (1-3 dcr) | OTP       |

## Terzo turno
Il sorteggio è stato effettuato l'8 febbraio 2015. In questo turno entrano le 10 squadre di Ykkönen e le 29 squadre di Kakkonen.

### Kori 1 (Helsinki / Uusimaa)
| Squadra 1          | Risultato   | Squadra 2      |
| ------------------ | ----------- | -------------- |
| 22 febbraio 2015   |             |                |
| HIFK 2             | 0 – 2       | EsPa           |
| 23 febbraio 2015   |             |                |
| SUMU/77            | 0 – 4       | Gnistan        |
| 25 febbraio 2015   |             |                |
| Orimattilan Pedot  | 1 – 4       | HPS            |
| 28 febbraio 2015   |             |                |
| PK-35 2            | 0 – 5       | PKKU           |
| Jokerit            | 1 – 5       | Viikkarit      |
| 1º marzo 2015      |             |                |
| NJS                | 0 – 5       | EIF            |
| 2 marzo 2015       |             |                |
| MPS/Atletico Malmi | 3 – 1       | NuPS           |
| 3 marzo 2015       |             |                |
| PEF                | 0 – 6       | SexyPöxyt      |
| Futura             | 1 – 3       | Atlantis       |
| 4 marzo 2015       |             |                |
| KäPa               | 2 – 1 (dts) | Lahti Akatemia |
| 5 marzo 2015       |             |                |
| FC Legirus         | 5 – 0       | RiPS           |
| 6 marzo 2015       |             |                |
| FC Hieho           | 0 – 12      | Honka          |
| 7 marzo 2015       |             |                |
| Kontu              | 1 – 6       | Myllypuro      |
| PPJ                | 0 – 3       | PK-35 Vantaa   |
| SAPA               | 2 – 1 (dts) | Espoo          |
| 8 marzo 2015       |             |                |
| Allianssi          | 0 – 1       | BK-46          |
| Gnistan/Ogeli      | 1 – 7       | Töölön Taisto  |
| TuPS               | 2 – 0       | JäPS           |

### Kori 2 (Turku / Åland / Tampere / Satakunta)
| Squadra 1        | Risultato   | Squadra 2 |
| ---------------- | ----------- | --------- |
| 27 febbraio 2015 |             |           |
| ÅIFK             | 2 – 6       | Jazz      |
| 28 febbraio 2015 |             |           |
| Nekalan Pallo    | 1 – 5       | TamU-K    |
| Peimari United   | 1 – 2       | PaiHa     |
| 6 marzo 2015     |             |           |
| Pallo-Iirot      | 2 – 5       | Haka      |
| Härmä            | 0 – 3 (dts) | MuSa      |
| TPV              | 2 – 4       | TPS       |
| 8 marzo 2015     |             |           |
| JanPa            | 1 – 0       | Jomala IK |

### Kori 3 (Kaakko / Itä-Suomi / Keski-Suomi)
| Squadra 1        | Risultato   | Squadra 2 |
| ---------------- | ----------- | --------- |
| 22 febbraio 2015 |             |           |
| JIPPO            | 3 – 0       | MyPa      |
| 28 febbraio 2015 |             |           |
| SiPS             | 2 – 0       | JIlves    |
| 1º marzo 2015    |             |           |
| PEPO             | 3 – 1       | FCV       |
| 4 marzo 2015     |             |           |
| FC Virky         | 1 – 2 (dts) | MP        |
| 8 marzo 2015     |             |           |
| PK-37            | 0 – 3       | JJK       |

### Kori 4 (Vaasa / Keski-Pohjanmaa / Pohjoinen)
| Squadra 1        | Risultato | Squadra 2     |
| ---------------- | --------- | ------------- |
| 17 febbraio 2015 |           |               |
| KPV              | 3 – 0     | JBK           |
| 21 febbraio 2015 |           |               |
| AC Oulu          | 3 – 1     | VIFK          |
| 27 febbraio 2015 |           |               |
| Tervarit         | 1 – 2     | KajHa         |
| 28 febbraio 2015 |           |               |
| Spartak Kajaani  | 0 – 2     | PS Kemi Kings |
| 1 marzo 2015     |           |               |
| OTP              | 2 – 0     | KPV Akademia  |
| 4 marzo 2015     |           |               |
| Kokkola-62       | 1 – 7     | GBK           |

## Quarto Turno
In questo turno entrano 4 squadre di Veikkausliiga: IFK Mariehamn, Jaro, KuPS e KTP.
| Squadra 1     | Risultato       | Squadra 2          |
| ------------- | --------------- | ------------------ |
| 13 marzo 2015 |                 |                    |
| Töölön Taisto | 0 – 1           | Haka               |
| KajHa         | 2 – 0           | SiPS               |
| 14 marzo 2015 |                 |                    |
| PaiHa         | 0 – 4           | Honka              |
| KPV           | 3 – 0           | Jaro               |
| TPS           | 2 – 0           | Jazz               |
| Myllypuro     | 0 – 1 (dts)     | PKKU               |
| KäPa          | 1 – 1 (2-4 dcr) | PK-35 Vantaa       |
| Atlantis      | 1 – 4           | EIF                |
| 15 marzo 2015 |                 |                    |
| PEPO          | 0 – 6           | KuPS               |
| SexyPöxyt     | 1 – 2           | Gnistan            |
| GBK           | 1 – 4           | PS Kemi Kings      |
| 16 marzo 2015 |                 |                    |
| OTP           | 0 – 2           | AC Oulu            |
| FC Legirus    | 0 – 4           | BK-46              |
| 17 marzo 2015 |                 |                    |
| EsPa          | 3 – 0           | HPS                |
| MP            | 2 – 2 (4-2 dcr) | KTP                |
| 18 marzo 2015 |                 |                    |
| TuPS          | 2 – 2 (6-7 dcr) | Viikkarit          |
| 19 marzo 2015 |                 |                    |
| TamU-K        | 0 – 12          | IFK Mariehamn      |
| 20 marzo 2015 |                 |                    |
| SAPA          | 0 – 1           | MuSa               |
| 21 marzo 2015 |                 |                    |
| JIPPO         | 0 – 3           | JJK                |
| 22 marzo 2015 |                 |                    |
| JanPa         | 0 – 5           | MPS/Atletico Malmi |

## Quinto Turno
In questo turno entrano altre 4 squadre di Veikkausliiga: Inter Turku, Lahti, SJK e VPS.
| Squadra 1          | Risultato       | Squadra 2     |
| ------------------ | --------------- | ------------- |
| 27 marzo 2015      |                 |               |
| Viikkarit          | 1 – 7           | PK-35 Vantaa  |
| 28 marzo 2015      |                 |               |
| MPS/Atletico Malmi | 0 – 2           | Lahti         |
| KajHa              | 0 – 5           | KPV           |
| MuSa               | 1 – 1 (3-0 dcr) | EIF           |
| 29 marzo 2015      |                 |               |
| MP                 | 1 – 2 (dts)     | PKKU          |
| EsPa               | 0 – 5           | IFK Mariehamn |
| 1º aprile 2015     |                 |               |
| JJK                | 0 – 1           | PS Kemi Kings |
| Gnistan            | 1 – 2           | BK-46         |
| 2 aprile 2015      |                 |               |
| TPS                | 1 – 3           | Inter Turku   |
| Haka               | 3 – 2           | Honka         |
| AC Oulu            | 2 – 1           | VPS           |
| 4 aprile 2015      |                 |               |
| SJK                | 1 – 2           | KuPS          |

## Sesto Turno
In questo turno entrano le 4 squadre di Veikkausliiga che hanno partecipato alle semifinali della Liigacup 2015: HIFK, HJK, Ilves e RoPS.
| Squadra 1      | Risultato       | Squadra 2     |
| -------------- | --------------- | ------------- |
| 15 aprile 2015 |                 |               |
| KuPS           | 2 – 1           | Lahti         |
| PK-35 Vantaa   | 1 – 2 (dts)     | HJK           |
| 16 aprile 2015 |                 |               |
| Ilves          | 0 – 2           | IFK Mariehamn |
| KPV            | 0 – 2 (dts)     | HIFK          |
| AC Oulu        | 3 – 3 (4-3 dcr) | PS Kemi Kings |
| Inter Turku    | 7 – 3           | RoPS          |
| Haka           | 2 – 2 (4-3 dcr) | MuSa          |
| PKKU           | 4 – 1 (dts)     | BK-46         |

## Quarti di finale
Il sorteggio per i quarti di finali è stato effettuato il 17 aprile presso la Hall of Fame del Sonera Stadium di Helsinki.
| Squadra 1      | Risultato | Squadra 2   |
| -------------- | --------- | ----------- |
| 26 aprile 2015 |           |             |
| KuPS           | 4 – 0     | PKKU        |
| Haka           | 1 – 3     | HJK         |
| HIFK           | 0 – 2     | Inter Turku |
| IFK Mariehamn  | 4 – 1     | AC Oulu     |

## Semifinali
| Squadra 1      | Risultato       | Squadra 2 |
| -------------- | --------------- | --------- |
| 15 agosto 2015 |                 |           |
| IFK Mariehamn  | 5 – 1           | HJK       |
| Inter Turku    | 1 – 1 (4-3 dcr) | KuPS      |

## Finale
| Arbitro: | Dennis Antamo |

|                |           |               |
| Assis 45’, 58’ | Marcatori | 88’ Gnabouyou |